# International Space Station Multilateral Coordination Board
El International Space Station Multilateral Coordination Board (Órgano Multilateral de Coordinación de la Estación Espacial Internacional) (MCB) es el organismo cooperativo de más alto nivel del programa de la Estación Espacial Internacional (ISS). Se creó bajo acuerdo de los Memorándum de entendimiento para la ISS, firmados originalmente en 1998.
El MCB cuenta con miembros de cada una de las organizaciones colaboradoras de la ISS: NASA, Roscosmos, JAXA, la Agencia Espacial Europea y la Agencia Espacial Canadiense. El MCB establece políticas para la ISS, incluyendo la aprobación de normas como el Código de Conducta para las Tripulaciones de la Estación Espacial Internacional que implementan el Acuerdo Intergubernamental de la Estación Espacial Internacional que, junto con los Memorandos de Entendimiento, proporciona la base jurídica para el programa de la ISS.